# Veitastrond
Veitastrond is een klein dorp in de gemeente Luster in de provincie Vestland in het westen van Noorwegen.
De dichtstbijzijnde plaatsen zijn Sogndal, Hafslo en Gaupne. Veitastrond is bereikbaar via de RV 55, de Sognefjellsweg.